# 毛管花
毛管花（学名：Eriosolena composita），为瑞香科毛花瑞香属下的一个植物种。